# Kwiszcheti
Kwiszcheti – wieś w Gruzji, w regionie Wewnętrzna Kartlia, w gminie Chaszuri. W 2014 roku liczyła 1699 mieszkańców.